# چو شیشنگ
چو شیشنگ (انگلیسی: Chu Shisheng؛ زادهٔ ۲۰ اکتبر ۱۹۵۹) شمشیرباز اهل چین بود. وی در بازی‌های المپیک تابستانی ۱۹۸۴ شرکت کرده‌است.